# Sävsjö
Sävsjö ist eine Stadt in der schwedischen Provinz Jönköpings län und der historischen Provinz Småland. Der Ort ist Hauptort in der gleichnamigen Gemeinde.

## Geschichte

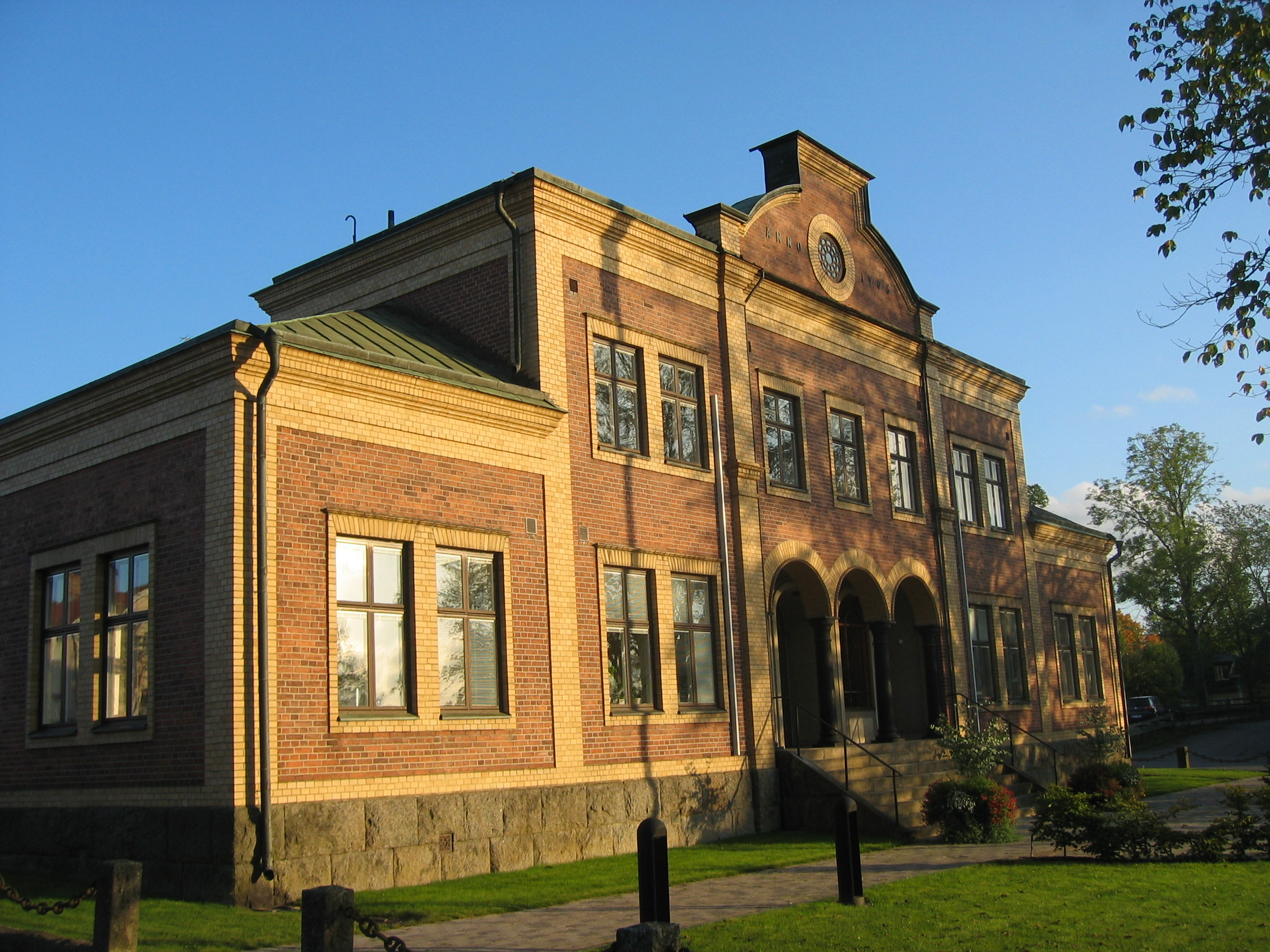
Altes Gerichtsgebäude in Sävsjö

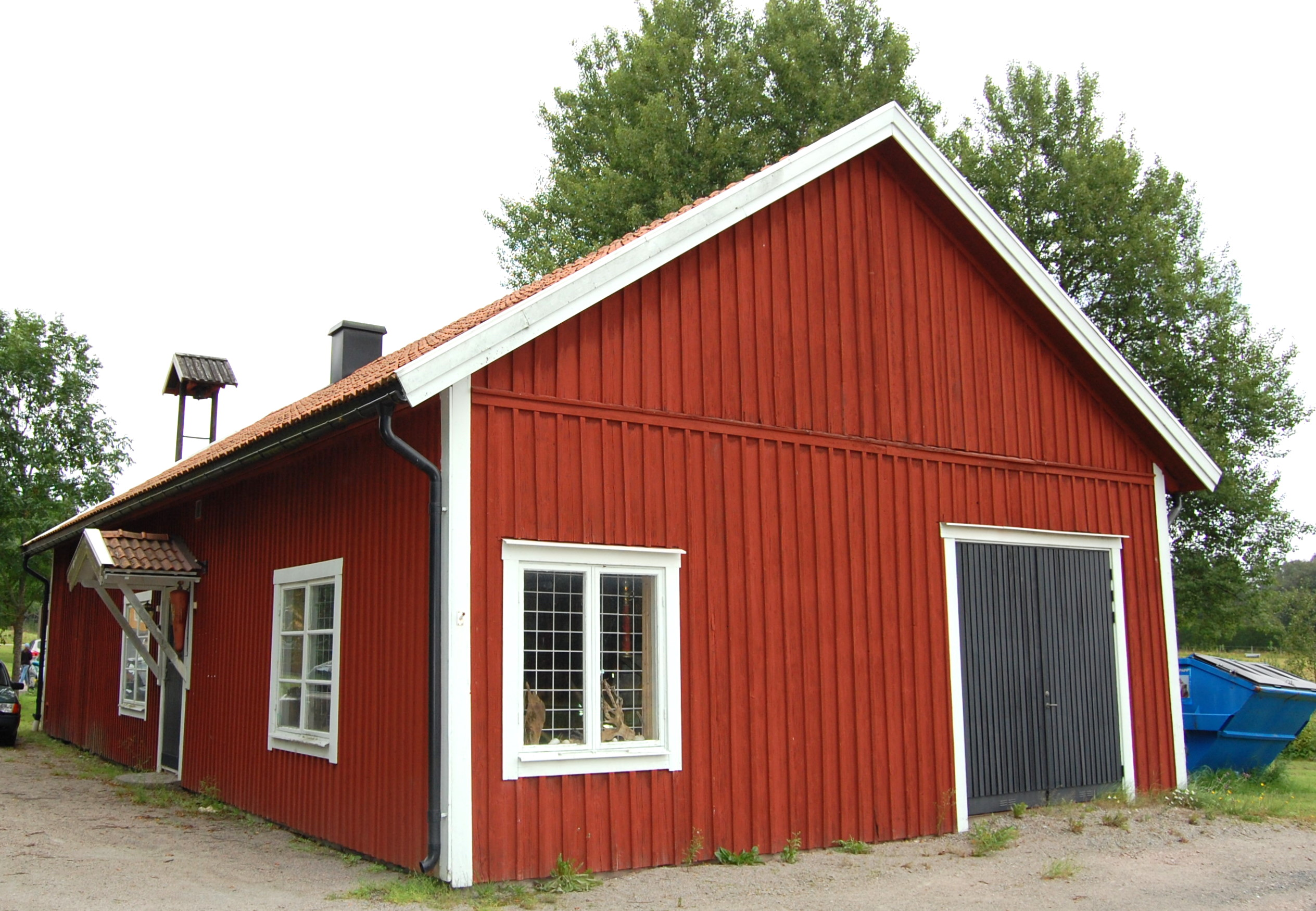
Feuerwehrmuseum

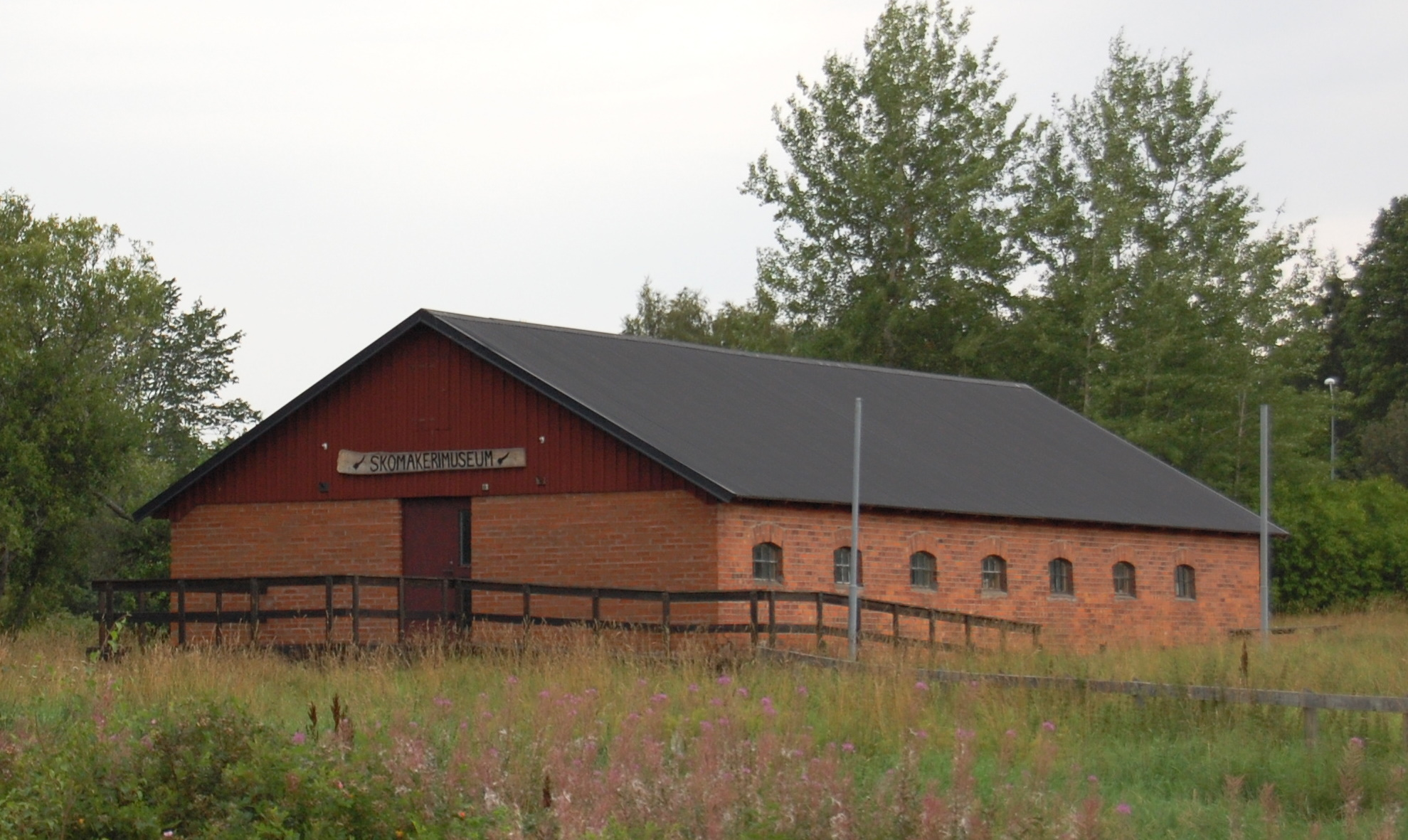
Schuhmachermuseum

Die Gründung geht auf das Jahr 1864 zurück. Im ausgehenden 19. Jahrhundert wurden Eisenbahnstrecken quer durch das Land verlegt. An den Haltestationen entstanden infolgedessen oft neue Ortschaften und Städte, so auch im Fall der Ortschaft Sävsjö. Die Einweihung des dortigen Bahnhofs geschah am 1. Oktober 1864, was auch als eigentliches Gründungsdatum von Sävsjo gelten konnte. Den Namen bezog der Bahnhof vom nahegelegenen See Sävsjön. Zu diesem Zeitpunkt existierte vom damaligen Ort lediglich ein Bahnhofsgebäude mit angrenzenden Lagerhäusern und einige Bahnwohnungen. Der ausschlaggebende Grund, die Haltestelle genau dort anzulegen, war die Anbindung an die Straßenverbindungen zwischen Vetlanda und Vrigstad bzw. Eksjö und Sandsjö, da die Wege unweit der Bahnverbindung lagen.
Die günstige Lage der Stadt führte dazu, dass er bereits kurze Zeit nach Gründung rasch wuchs. 15 Jahre nach Erbauung des Bahnhofs wohnten etwa 900 Menschen in Sävsjö, viele davon aus den angrenzenden Gemeinden. Der Ort wurde zu einem Handelspunkt mit Handwerksbetrieben, von denen sich einige zu Großbetrieben entwickelten. Ebenso entwickelte sich in Sävsjö die Holzindustrie und nahrungsverarbeitende Industrien mit Metzgereien und Getreideverarbeitung.
1907 wurde in Sävsjö ein Sanatorium als Heilanstalt für Lungenkranke eingerichtet. Das heute als Hotel Ljunga Park genutzte Gebäude ist eines der größten Holzhäuser Nordeuropas. Der das Gebäude umgebende Wald und Park Sanatorieskogen ist heute Naherholungsgebiet Sävsjös.
Am 1. Januar 1947 bekam Sävsjö die Stadtrechte verliehen. Zuvor war 1940 die Nachbargemeinde Bringetofta mit Sävsjö zusammengeschlossen worden. 1962 wurde der Ort Hjärtlanda, 1992 ebenso Skepperstad an Sävsjö angegliedert. Mit der Erteilung der Stadtrechte wurde Sävsjö zur 126. Stadt des Landes.

## Sehenswürdigkeiten
Dass die Gegend um die heutige Stadt Sävsjö bereits zum frühen Siedlungsgebiet zählt, lässt sich heute durch Funde von Runensteinen und Grabstellen beweisen. Auch sind einige Kirchen aus der zweiten Hälfte des 12. Jahrhunderts in der Umgebung Sävsjös zu finden.
Südöstlich Sävsjös befindet sich auf einer Insel im See Eksjöhovgårdssjö die Schlossruine Eksjöhovgård. Unweit hiervon befindet sich auch das die Feuerwehrgeschichte thematisierende Brandmuseum sowie das Skomakarmuseum, in welchem der Beruf des Schuhmachers behandelt wird.
Sävsjö ist bekannt für seine Gartenanlagen. Der für die Gartenanlagen verantwortliche Stefan Lagerquist wurde 2004 zum Stadtgärtner des Jahres ernannt.

## Persönlichkeiten
In Sävsjo geboren wurden:
- Gustav Rosen (1876–1942), Beamter, Politiker und Verleger
- Ann-Marie Karlsson (* 1968), Skilangläuferin
- Jonas Claesson (* 1970), Bandy-Spieler
- Emelie Wikström (* 1992), Skirennläuferin

Der finnisch-schwedische Dichter Bertel Gripenberg (1878–1947) verstarb im Sävsjöer Sanatorium. Auch der Zoologe und Polarforscher Axel Ohlin (1867–1903) und der Indologe Gösta Liebert (1916–1998) verstarben im Ort.
Svenne Hedlund (1945–2022), Mitglied der Musikgruppe The Hep Stars und später Svenne & Lotta, lebte mit seiner Frau Lotta in Sävsjö.